# Peder Björck
Peder Benedikt Thuresson Björck, född 12 februari 1891 i Knästorps församling, Malmöhus län, död 9 december 1966 i Västerleds församling, Stockholm, var en svensk psykiater. Peder Björck var son till Thure Björck.

## Biografi
Efter studentexamen i Linköping 1909 blev Björck medicine kandidat vid Uppsala universitet 1913 och medicine licentiat 1918. Han var amanuens vid Stockholms hospital (Konradsberg) 1916 och 1918, biträdande läkare vid Växjö hospital 1919, hospitalsläkare vid Piteå hospital 1921, dito vid Helsingborgs hospital 1927 och överläkare vid Vadstena hospital och asyl 1928. Han var extra föredragande i Medicinalstyrelsen 1931–1935, medicinalråd och chef för sinnessjukvårdsbyrån 1935–1956, medlem i sinnessjuknämnden 1936, medlem av 1947 års sinnessjukvårdsberedning och psykopatvårdsutredning, av statens kommitté för sinnessjukvårdens utbyggnad 1951–1956 och av 1956 års kommitté för omorganisation av det rättspsykiatriska undersökningsväsendet. Han författade några smärre uppsatser i sinnessjukvård och turistväsende samt blev medicine hedersdoktor vid Uppsala universitet 1949. Björck är begravd på Bromma kyrkogård.